# Baños de Ascotán
Los baños de Ascotan son tres fuentes termales ubicadas al sur del salar de Ascotán.

## Historia
Luis Risopatrón las describe en su Diccionario Jeográfico de Chile de 1924:: 51 
Ascotan (Ojos de agua de) 21° 41' 68° 14'. Son tres, de los que los dos principales, distan 567 m uno de otro i se encuentran en una línea NE-SW, a 3 732 m de altitud, en la parte SE del salar del mismo nombre; se aprovecha jeneralmente el de mas al S para la bebida, que tiene agua con olor a hidrójeno sulfurado i con 21 °C de temperatura, teniendo 32 °C el de mas al N, que es mas caudaloso, pero de aguas mas salobres i el tercero se halla un poco mas al SW. Están rodeados de veguitas, con pasto raquítico. 2, 31, p. 155; 63, p. 116; 116, p. 168; i 155, p. 58; ojo en 62, II, p. 350; 98, III, p. 196; 134; i 156; i baños en 85, p. 111; i termas Baños de Ascotan en 68, p. 36.